# لا ليغوا
لا ليغوا هي بلدة ومدينة تقع في إقليم فالبارايسو ، في وسط تشيلي ، وهي عاصمة مدينة بيتوركا ، تقع على بعد 152 كيلومترًا شمال سانتياغو عاصمة البلاد ، و99 كيلومترًا شمال فالبارايسو العاصمة الإقليمية.